# Rotwelsch
Rotwelsch ist ein Sammelbegriff für sondersprachliche Soziolekte bzw. „Dialekte“ gesellschaftlicher Randgruppen: Nach einer frühen Erwähnung im Narrenschiff von 1494 als Sprach- und Charaktereigenschaft von Bettlern ist der 1510 erschienene Liber vagatorum die wohl erste gedruckte größere Darstellung und stellt mit den drastischen Worten des späten Mittelalters die (Sprach-)Welt von Bettelnden, fahrendem Volk (Vaganten), „unehrlichen Berufen“ und Kriminellen in den Vordergrund.
In der Folge sind mit der Ansiedlung von Gruppen vormals Nichtsesshafter in den entsprechenden Regionen über den Sprachkontakt seit dem 17. Jahrhundert insbesondere lexikalische Einflüsse entstanden; zahlreiche Wörter des Rotwelschen wurden in die Umgangssprache aufgenommen: Das Universalwörterbuch der deutschen Sprache aus dem Dudenverlag führt z. B. in seiner 5. Auflage mehr als 70 Wörter rotwelscher oder gaunersprachlicher Herkunft mit entsprechenden Lemmata auf.

## Bezeichnungen
Eine ausführliche Diskussion zu Herkunft und Begriff des Rotwelschen findet sich bei Hansjörg Roth. Die Herkunft des Wortes Rotwelsch, das schon um 1250 in der Form rotwalsch („betrügerische Rede“) bezeugt ist, ist nicht ganz sicher. Das Wort welsch, mit der eigentlichen mittelhochdeutschen Bedeutung „romanisch“ (französisch und italienisch), hat auch die übertragenen Bedeutungen „fremdartig“, „unverständliche Sprache“ wie in der Zusammensetzung „Kauderwelsch“. Der Bestandteil rot wird dagegen mit dem rotwelschen Wort rot für „Bettler“ erklärt, das seinerseits mit rotte („Bande“) oder mit mittelniederländisch rot („faul, schmutzig“) in Verbindung gebracht wird.
Zunächst eine abwertende Fremdbezeichnung, wurde diese bereits nach den ersten Quellen des 15. Jahrhunderts von den Sprechern selbst zur Bezeichnung ihrer Sprache adaptiert. Die zunächst insbesondere in der älteren Literatur neben Rotwelsch am meisten verbreitete Fremdbezeichnung ist Gaunersprache, die jedoch in der neueren Literatur wegen ihrer Fokussierung auf delinquente Sprechergruppen gemieden wird. Besonders, da der soziale Kontext des Sprachgebrauches über die Sprache auch der Diskriminierung der Sprecher diente, wie es sich an der oft zitierten Definition des „Sprachpuristen“ Eduard Engel von 1916 zeigen lässt:

„Das Gaunerrotwelsch ist Deutsch, durchsetzt mit verludertem Hebräisch; aber keinem Gauner ist es je eingefallen, diese Sprache für etwas andres zu halten als für ein nützliches Täuschungswerkzeug. Das Rotwelsch soll nicht höhere Bildung, verborgene Geistesschätze, duftige Nüankßen vortäuschen, wie das deutsche Bildungswelsch; sondern es soll nur von den Eingeweihten verstanden werden, nicht die saubre Sprache der ehrlichen Leute verschmutzen, – kurz, es ist, welsch gesprochen, ein ganz intimes, ganz esoterisches, ganz exklusives Adeptenidiom, wohingegen das Bildungswelsch leider nicht innerhalb der Zunft bleibt, sondern die ganze saubre Sprachwelt überschlämmt. Im Mischungsverhältnis seiner zwei Bestandteile kommt das Rotwelsch dem Bildungswelsch sehr nahe, bleibt jedoch in der Unreinheit hinter den Meisterleistungen unsrer gelehrtesten Welscher zurück.“

Im sogenannten Kampf gegen die „sprachliche Entvolkung Deutschlands“ sieht da Eduard Engel die vermeintliche „Verherrlichung des Gaunertums und dessen Sprache“ durch Lehnworte flankiert und durch den Fremdsprachengebrauch der Intellektuellen aufgehübscht. Er stellt diesen sein Kampfmotto „Sprich Deutsch!“ entgegen, das gerade mit der Bezugnahme auf Rotwelsch schon antisemitische Züge trägt.

## Entstehung
Die Gründe für Entstehung und Gebrauch des Rotwelschen ergeben sich aus der besonderen Bedürfnislage der Sprechergruppen und ihrer sozialen Ausgrenzung und Sonderstellung. Eine zentrale Rolle spielt die Geheimhaltung, d. h. das Anliegen, die Kommunikation zwischen den Mitgliedern gegen Außenstehende abzuschirmen. Hinzu kommt bei Gruppen gemischter sozialer, regionaler und sprachlicher Herkunft der auch bei sonstigen Fachsprachen gegebene Zweck, die Verständigung in den für die gemeinsame Berufsausübung oder Lebenspraxis wichtigen Angelegenheiten durch die Einhaltung eines vereinbarten Codes mit relativ festgelegten Bedeutungen zu sichern. Indem die Sprecher durch den Erwerb der Sondersprache zu Mitgliedern der Sprechergemeinschaft werden und sich untereinander als Mitglieder einer Gruppe von Eingeweihten zu erkennen geben, besitzt das Rotwelsch außerdem eine besonders bei sozial ausgegrenzten Gruppen wichtige identitätsbildende und integrative, den Zusammenhalt der Gruppe und das Zugehörigkeitsgefühl stärkende Funktion.
Der hohe Anteil an jiddischen und hebräischen Lehnwörtern erklärt sich dadurch, dass Juden von den meisten landwirtschaftlichen und bürgerlichen Berufen ausgeschlossen waren und darum bis ins 19. Jahrhundert einen bedeutenden Teil der Träger mobiler Berufe, besonders der fahrenden Händler und Hausierer, stellten. Walter Benjamin beschreibt den sozialgeschichtlichen Zusammenhang in einer Radiosendung vom 23. September 1930 so:

„Diese Sprache, das Rotwelsch, verrät für sich allein schon einiges über den Ursprung der Räuber. Es ist in diesem Rotwelsch neben dem Deutschen nämlich vor allen Dingen sehr viel Hebräisches. Das deutet auf die enge Verbindung, die die Räuber von frühauf mit den Juden gehabt haben. Später, im 16. und 17. Jahrhundert, waren Juden sogar oft selber gefürchtete Führer. In den früheren Zeiten haben sie ihre Verbindung mit den Banden wohl eher als Hehler gehabt, die den Räubern ihr Gut abkauften. Da sie im Mittelalter von den meisten ehrlichen Berufen ausgeschlossen waren, ist es nicht schwer zu sehen, wie sie dazu kamen. Neben den Juden aber haben die größte Rolle bei der Entstehung von Räuberbanden die Zigeuner gespielt. Ihnen lernten die Gauner ihre eigentümliche Schlauheit und Kunstfertigkeit, eine Unzahl kecker und verwegener Untaten ab, von ihnen lernten sie, wie man ein Gewerbe aus dem Verbrechen macht, und schließlich übernahmen sie auch eine Anzahl ihrer Kunstausdrücke ins Rotwelsche.“

Daraus ergibt sich dann auch der Anteil an Sprachelementen des Romanes. Da es sich durch die permanente Migration bei den nicht sesshaft lebenden Menschen um eine multi-ethnische Population handelte, weist das Rotwelsch weitere Einflüsse auch aus anderen europäischen Sprachen auf, so aus dem Französischen und Italienischen. Überschneidungen und wechselseitige Beeinflussungen bestanden besonders noch mit folgenden Gruppen und ihren jeweiligen Sondersprachen:
- Handwerker, die ihren Beruf als Fahrende[9] ausübten oder, wie z. T. noch heute, einen Teil ihrer Ausbildung als reisende Handwerker auf der Walz erwerben.
- Händler und Schausteller, die ihren Beruf selbst als Fahrende ausübten oder auf Messen und Jahrmärkten, wichtigen Sammelpunkten für Bettler und andere Fahrende, mit diesen in Kontakt kamen.
- Landsknechte und Soldaten, die als Deserteure oder Ausgemusterte, sozial Entwurzelte und Invalide den „classes dangereuses“ stetigen Zulauf boten.
- Schüler und Studenten, die im späten Mittelalter und in der Frühen Neuzeit zu den Vaganten zählten und auch lateinisches Wortgut in das Rotwelsch einbrachten.

Unter den von der Ständegesellschaft geächteten Berufen, die vielfach von Fahrenden oder auch sesshaft gewordenen Fahrenden ausgeübt wurden, sind außer den Bettlern, Prostituierten und (nur bedingt als Unehrliche einzustufenden) Schankwirten noch die Schinder und Scharfrichter zu nennen, aber auch die Müller und Köhler, deren außerhalb der festen Siedlungen gelegene Wohn- und Arbeitsstätten wichtige Anlaufpunkte für Fahrende und Kriminelle waren.

## Sprachbestand

### Rotwelsch als Sonderwortschatz
Rotwelsch unterscheidet sich hauptsächlich lexikalisch von der deutschen Umgangssprache und ihren Dialektvarianten, es handelt sich insofern nicht um eine eigenständige Sprache, sondern um einen Sonderwortschatz (Jargon), der sich in sozial, regional und zeitlich verschiedenen Varianten ausgeprägt hat. Er beruht auf Entlehnungen, oft in Verbindung mit Umdeutungen, aus dem Westjiddischen in Form von Hebraismen in aschkenasischer Lautung, aus dem Romani vorwiegend der Sinti (Sintitikes) und aus Nachbarsprachen des Deutschen, insbesondere dem Niederländischen und Französischen, ferner auf Veränderung oder Umdeutung gemeinsprachlich bekannter deutscher Wörter durch Bedeutungsübertragung und Bedeutungsverschiebung, Bildung neuer Komposita, Affigierung und Permutation (vergleiche u. a. Verlan, Kedelkloppersprook). Der spätere Weimarer Bibliothekar Carl Ludwig Fernow bereiste 1794 Oberitalien. Zu seinen Kulturstudien gehörte ein umfangreicher Korpus zum „Jargon“ der Unterschichten, bei dem er viele lautmalerische Verballhornungen, Volksethymologien und Buchstabenverdrehungen beobachtete.

„Es versteht sich, dass alle diese und ähnliche Ausdrücke nur in der untersten Volksklasse gangbar sind. Die meisten derselben gehören zu dem gergo (Jargon) oder Rotwelsch des Pöbels, welches auch lingua janadattica oder furbesca (Gaunersprache) heist, und in jeder Provinz verschieden ist. Diese lingua furbesca wird vornemlich von Blinden, Betlern und anderem losen, herumstreichenden. Gesindel gesprochen. Von der lingua furbesca des Florentinischen Pöbels haben die Schriftsteller manchen Ausdruk und manche Redensart in die Büchersprache aufgenommen.“

Das Kapitel über die Bettler im Narrenschiff zitiert zahlreiche rotwelsche Begriffe, die nur aus dem Kontext verstehbar sind, ansonsten als „närrische Rede“ gelesen werden:
„Zu Basel auf dem Kohlenberg

Da treiben sie ihr Bubenwerk.

Ihr Rotwelsch sie im Terich haben,

Ernährn bequem sich von den Gaben;

Jeder Stabil ein Hornlüten hat,

Die foppt, färbt, ditzet durch die Stadt,

Wie sie dem Predger Geld gewinne,

Der lugt, wo sei der Joham grimme

Und läuft durch alle Schöchelboß.

Wo Rübling junen ist recht los;

Hat er besevelt hier und dort,

So schwänzt er sich dann wieder fort,

Veralchend über den Breithart.

Stiehlt er die Breitfüß und Flughart.

Damit er sie flößle und Lüßling abschneide;

Grantner, Klantvetzer geben ihm Geleite.

Gar wunderlich gehts jetzt in der Welt.“
Eine umfassende Wortliste hat Siegmund A. Wolf, der 6436 Grundbegriffe mit jeweils oft mehreren Ableitungen auflistet und dazu genaue Quellenangaben macht. Etymologien besonders zu Wörtern jiddischen Ursprungs hat Hans Peter Althaus erarbeitet.
Da Rotwelsch eine stark lokal bzw. dialektal geprägte (auch teils fachsprachlich beeinflusste) Sprachvarietät ist, findet man zwischen originalen rotwelschen Wortlisten verschiedener Autoren oft nur kleinere Schnittmengen. Karl Kraus charakterisiert das so: „Der deutsche Charakter einer Stadt ist ihr Lebtag noch nicht an der Sprache, die sie spricht, erkannt worden. Doch die in Wien gesprochene und geschriebene, mit diesem Kauderwelsch des Verkehrs, diesem Rotwelsch des Handels und dem Deutsch der Zeitung, ist so geartet, daß man sich wundert, wie dergleichen auch nur ein Verständigungsmittel zwischen den Wienern bilden kann.“
Ein großer Teil der veröffentlichten Arbeiten über Rotwelsch wurden ohne Quellenangabe kompiliert. Friedrich Christian Benedikt Avé-Lallemant hat diesen Epigonen und Plagiatoren in seinem Werk über das deutsche Gaunertum einige Kapitel gewidmet. Beispielsweise ist die Rotwellsche Grammatik von 1755 solch ein Werk ohne Eigenwert.
Heute hört man Rotwelsch noch bei reisenden Handwerkern sowie bei Landstreichern, Berbern und Bettlern. Bedingt durch die Ansiedlung von Nichtsesshaften nach dem Dreißigjährigen Krieg sowie später durch Landflucht und den Übergang Fahrender ins städtische Proletariat haben sich in einigen Städten wie Berlin und in oberrheinischen, fränkischen und schwäbischen Gemeinden wie Schillingsfürst und Schopfloch lokale, z. T. nur auf bestimmte Wohnviertel beschränkte Mundarten herausgebildet, deren Wortschatz noch heute besondere Anteile von Rotwelsch aufweist.
Für den Dramatiker Heiner Müller war die Beschäftigung mit dem Rotwelsch auch ein Eintauchen in die Gegenwelten von Identität und Fremdheit der Vagabunden, die er als Seelenverwandte des Dichters sah.

### Beispiele aus dem Vokabular
- ausbaldowern bzw. baldowern: „auskundschaften“, von jidd. baal „Herr“, und jidd. dowor „Sache, Wort“, also „Herr der Sache“ „baal davar“ sein
- Bimbes: „Geld“, von bims, „Brot“ und „Geld“[35]
- Bock: „Hunger, Gier“, von romani bokh „Hunger“, daraus auch dt. umgangsspr. Bock haben „Lust haben“
- Bulle: „Kriminalbeamter, Polizist“, aus niederl. bol, „Kopf, kluger Mensch“
- fechten: „betteln“ (Fechter, Fechtbruder: „Bettler“), ursprünglich besonders von Handwerksburschen oder Bettlern, die sich als Handwerksburschen ausgeben; nach einer Erklärung von 1727 sind Klopffechter „gewisse Handwerkspursche, die für Geld ihre Fechtschule halten und sich auf allerhand Gewehre miteinander herumbalgen“
- Ganove: von hebr. ganav ״גנב״ „Dieb“
- Kachny: von romani kaxni, kahni „Huhn“
- kaspern: „reden“
- Kohldampf: „Hunger“, von romani kálo, „schwarz“; daraus rotw. kohlerisch „schwarz“, Kohler „Hunger“, vgl. rotw. schwarz „arm, ohne Geld“; in der Bedeutung intensiviert durch Zusammensetzung mit rotw. Dampf „Hunger, Angst“, aus dt. Dampf (übertragen auch „Angstschweiß, Bedrängnis“)[36]
- Kober: „Wirt“, von jidd. kowo, kübbo „Schlafkammer, Bordell, Hütte, Zelt“; davon auch ankobern „anmachen, Freier aufreißen“ (siehe Koberer)
- Krauter, Krauterer: „Handwerksmeister“, Etymologie unsicher, ursprünglich vielleicht Handwerker, die ihr Handwerk im Kraut, d. h. auf dem „freien Feld“, oder ohne Zugehörigkeit zu einer städtischen Innung auf dem Land ausübten
- Kreuzspanne: „Weste, Zwangsjacke, Hosenträger“ (spannt sich über das Kreuz, d. h. den Rücken)
- Model, Maudel, Mudel, Muldel: „Frau, Mädchen“
- mosern, herummosern: „sich beschweren, nörgeln, meckern“. Urspr. Bedeutung aus dem jidd. massern war „verraten, ausplaudern“. Entwicklung ab dem 18. Jh. zur heutigen Bedeutung ist nicht geklärt.[37]
- Muß, Moß: „Mädchen, Frau, Dirne“, von dt. Mutze, „Vulva“, oder dt. Musche, „Hure“
- platt: „vertraut, sicher, gaunerisch“, von jidd. polat „entwischen, entkommen“, polit „Flüchtling“, daraus auch platte Leute „Gauner“, Platte „Bande“, Platte machen „auf der Straße leben, im Freien nächtigen“
- Polente: „Polizei“, von jidd. paltin „Burg, Palast“
- Sauregurkenzeit: „schwierige Zeit“, von jidd. Zóres- und Jókresszeit, (gesprochen Soires un Jokre) „Zeit der Not und der Teuerung“[38]
- schinageln: „arbeiten“, älteste Bedeutung „Zwangsarbeit für die Obrigkeit leisten“, von jidd. schin-agolo („Schub-Karre“)
- Schmiere stehen: „Wache halten“, von hebr. shmirah ״ שמירה״ „wachen“
- Schmu: „Profit, unredlicher Gewinn, Pfusch“, jidd. schmuo machen „Gewinn an jemand machen durch verschmitztes Plaudern, Erzählen, Anpreisen“, jüd. (familiensprachlich) „unerlaubter Gewinn, Betrug“[30][39][40]
- Schocher, Schokelmei: „Kaffee“, aus jidd. schocher majim, „schwarzes Wasser“, und hebr. Sachor ״שחור״
- schofel, schovel: „schlecht, schäbig, mies, gering, übel, niedrig“ (rotw. schofel „minderwertig, gemein, schlecht, wertlos“ < jidd. schophol, schophel „gering, niedrig, schlecht“)
- Sore: „(Hehler-)Ware, Diebesgut, Beute“, von jidd. sechoro „Ware“
- Stachelinus, Stachelingo: „Igel“, von romani štaxêlengêro, štaxengele, štaxlengaro „Igel“ (entlehnt aus dt. Stachel)
- stapeln, stappeln: „betteln“, vom Stab des Bettlers oder dt. stoppeln „sammeln, Ähren lesen“
- Stenz: „Stock, Prügel“, auch „Zuhälter, Penis“, wahrscheinlich von dt. stemmen
- Stuss: „Unsinn, Unfug, dummes Gerede“, von westjidd. shtus „dummes Zeug“, auch urspr. hebr. „Irrsinn, Narrheit“
- Wolkenschieber: „Nichtstuer“, so für Leute, die das früher Erlernte vergessen haben, z. B. bettelnde Handwerker, immer mit dem Beigeschmack des Bummlers, der auch keine Arbeit sucht. So ähnlich dann auch der „Berg- und Talversetzer“ und andere ironische Bezeichnungen für real nicht existierende Berufe, die nur den Eindruck der Beschäftigung erwecken sollen, so z. B. Chausseegrabentapezierer, Leichenwagenbremser, Turmspitzenvergolder, Türklinkenputzer, Schneeschipper im Sommer oder Kirschenpflücker im Winter.[41]

## Sprachverwendung
Rotwelsch ist eine gesprochene Sprachvarietät, von der kaum zusammenhängende Texte existieren. Das umfangreiche Vokabular des Rotwelschen ermöglicht es jedoch Schriftstellern, größere, gewissermaßen fingierte Textpassagen in Rotwelsch abzufassen. Ein frühes Beispiel dafür ist Johann Valentin Andreaes Turbo (1616). Als Hilfestellung für Autoren erschien bereits 1737 eine Kompilation aus einigen Wortlisten im zweiten Band der Versuche in der Teutschen Rede- Dicht- und Sprachkunst. Das breitere Interesse an „Vagabunden“ und ihrer Kultur beginnt mit der Popularisierung durch die Romantiker. In der Novelle Die Glücksritter von Joseph von Eichendorff verstehen die fahrenden Gesellen, der freiheitsliebende Musikant „Klarinett“ und der zu Fuß auf Universitätswechsel befindliche Student Suppius, selbstverständlich Rotwelsch, das sie zur Tarnung benutzen.
„Beide, erst nach allen Seiten umherspähend, schlichen an die Haustür und versuchten vorsichtig zu öffnen, fanden aber alles fest verschlossen. Suppius und Klarinett verwandten kein Auge von ihnen. Jetzt bemerkten sie, wie die Fremden, an der Stalltür vorbei, quer über den Hof gingen und in der Gaunersprache miteinander redeten. «Schau», sagte der eine, «haben schöne Klebis (Pferde), werden Santzen (Edelleute) sein, oder vornehme Kummerer (Kaufleute), die nach Leipzig schwänzen (reisen).» – «Eine gute Schwärze (Nacht)», versetzte der andre, «es schlunt (schläft) noch alles im Schöcherbeth (Wirtshaus), kein Quin (Hund) bellt, und kein Strohbohrer (Gans) raschelt. Alch (troll dich), wollen die Karosse zerlegen, hat vielleicht Messen (Gelder) in den Eingeweiden.»

«Das sind verlaufe Lenninger (Soldaten)», flüsterte Klarinett, «die kommen bracken (stehlen), ich wollt, ich könnt den Mausköpfen grandige Kuffen stecken (schwere Schläge geben)!» – «Was Teufel, verstehst du denn auch das Rotwelsch?» fragte Suppius erstaunt.“
Das Milieu der „Gauner“ und „Cochemer“ in der Provinz und den Einfluss, den sie – auch sprachlich – auf ihre Umwelt ausüben, schildert umfänglicher bereits 1855 der Roman Der Sonnenwirth, an dem besonders die kulturgeschichtliche Exaktheit gelobt wurde. Der Kriminalist und Schriftsteller Avé-Lallemant hat in seinen Polizeiromanen des 19. Jahrhunderts zahlreiche Dialoge in Rotwelsch geschaffen. In einem historischen Kriminalroman, erschienen 2021, der die Halbwelt aus Tagelöhner, Huren und Ganoven des Hamburger Stadtteils St. Jakobi im Jahr 1617 schildert, sind einige Szenen des rotwelschen Milieus geschildert. Die Wirren des Dreißigjährigen Kriegs und die Kultur der Entrechteten in der frühen Neuzeit, die sich in der Verfolgung zum Schutz der Geheimsprache bedienen, schildert der Roman Der Judenweg, und besonders auch die Sprachkontakte des Jiddischen mit z. B. dem Lateinischen und Französischen, die in den Randgruppensprachen relevant sind, werden anschaulich geschildert.
In der Weimarer Republik wurden viele rotwelsche Begriffe der Unterwelt, in der es sowohl bei den Haberen (Zuhältern) wie den Kuttenbrunzern (Mönchen) meist um Diridari (Geld) geht, in die quasi-amtssprachliche Kommunikation eingebettet. Dies wird in den Kriminalromanen um den fiktiven Münchner Ex-Kommissar und nunmehrigen Privatdetektiv Paul Kajetan recht authentisch wiedergegeben, da der Autor dafür zeitgenössische Polizeiakten und Verhörprotokolle gesichtet hat. In der in Münster angesiedelten Krimi-Serie Wilsberg wird in der Folge Doktorspiele die Kenntnis der Rotwelsch-Variante Masematte zu einem Schlüssel der Verbrechensaufklärung.
Zu den wenigen originalen Schriftbelegen gehören die „gaunersprachlichen“ Briefe, die der Stuttgarter Kriminalkommissar Metelmann in einer Badeanstalt aufgefunden hat und 1916 mit Übersetzungen veröffentlichte. Ihr Verfasser konnte nicht ermittelt werden. Hier zwei Beispiele daraus:
Original

Berlin, den 15. September 1911.
Lieber Friedrich!
Bleibe vorerst noch von mir weg, denn die Lampen wegen der Berliner Leiche sind da, sonst könnte die Sache noch müß werden. Der Spindeknacker, welcher zu uns ins Café Viktoria kam, als er aus dem Zuckerhaus Lichtenburg entlassen wurde, ist mit meinem Sperrzeug abgefahren, Er gab an, einen Einbruch zu machen auf Kippe, war aber alles Kohl. Glücklicherweise hat mir Potsdamer Karl wieder ausgeholfen mit einer duften Tandelei. Ich konnte Dir nur einen blauen Lappen und 2 Pfundt schicken, denn ich habe zur Zeit nicht mehr disponsibel. Solltest Du Dich noch länger in Stuttgart aufhalten, so weiß ich Dir einen duften Krampf. Als ich nemlich am Mai mit dem Sprungathlet in Heilbronn war, um die Bankhäuser auszubaldowern, bemerkten wir, daß an einem Bankhaus „Rumelin“, Allerheiligenstraße jeden Abend ein Kassenbote mit einer Tasche nach der Hauptpost humpelt, es war aber zu helle Jahreszeit, deshalb konnten wir nichts einkassieren. Vielleicht könnte Dir der Krampf gelingen, die dabei etwa geerbten grauen und blauen Lappen werden in Berlin und Hannover schon abschwemmen. Sei aber sehr vorsichtig, denn es ist immerhin eine äußerst linke Sache. Wenn es Dir gelingt, so steige im Heilbronner Karlsthor ein und fahre über Creilsheim und Ulm nach Stuttgart oder Zürich, um unsere Lieblinge zu täuschen. Wie aber auch alles ausfallen mag und Du noch nicht hochgegangen bist, treffen wie uns bestimmt am 25. Dezember im Café Kreppke in Hannover, wohin ich auch den Münchener Bazi mitbringen werde. Die nächsten Geschäfte machen wir jedenfalls in Hamburg.
Mit Gruß dein treuer
Eisbär.

Übersetzung

Berlin, den 15. September 1911.
Lieber Friedrich.
Bleibe vorerst noch von mir weg, denn die Berliner Leichenfledderei (Diebstahl an Schlafenden) hat ihre Aufklärung gefunden, sonst könnte die Sache noch mies (faul, ungünstig) werden. Der Geldschrankeinbrecher, welcher zu uns ins Cafée Viktoria kam, als er aus dem Zuchthause Lichtenburg entlassen wurde, ist mit meinem Einbrecherwerkzeug abgefahren. Er gab an, er wolle einen Einbruchdiebstahl machen, dessen Gewinn er mit mir teilen wollte, es war aber alles Schwindel. Glücklicherweise hat mir der „Potsdamer Karl“ wieder ausgeholfen mit einem glänzenden Einbruchdiebstahl. Ich konnte Dir nur einen Hundertmarkschein und zwei Zwanzigmarkstücke schicken, denn ich habe zurzeit nicht mehr verfügbar. Solltest Du Dich noch länger in Stuttgart aufhalten, so weiß ich für Dich einen glänzenden Raubanfall. Als ich nämlich im Mai mit dem „Sprungathlet“ in Heilbronn war, um die Gelegenheit zu Straftaten in Bankhäusern zu erkunden, bemerkten wir, daß in einem Bankhause „Rumelin“ jeden Abend ein Kassenbote mit einer Tasche nach der Hauptpost hinkt, es war aber eine zu helle Jahreszeit, deshalb konnten wir nichts einheimsen. Vielleicht könnte Dir der Raub gelingen, die dabei erworbenen Tausend- und Hundertmarkscheine werden wir in Berlin schon absetzen. Sei aber sehr vorsichtig, denn es ist immerhin eine äußerst schwere (hier mehr im Sinne von gefährlich aufzufassen) Straftat. Wenn es Dir gelingt, so steige im Heilbronner Karlstor ein, und fahre über Crailsheim und Ulm nach Stuttgart oder Zürich, um unsere Feinde zu täuschen. Wie aber auch alles ausfallen mag, wenn Du noch nicht festgenommen worden bist, treffen wir uns bestimmt am 25. Dezember im Café „Kröpcke“ in Hannover, wohin ich auch den „Münchener Bazi“ mitbringen werde. Die nächsten Straftaten begehen wir jedenfalls in Hamburg.
Mit Gruß Dein treuer Eisbär

Original

München, den 19. September 1911.
Lieber Fritz!
Ich bin seit unserem letzten Tertchen hier. Der Eisbär ist noch in Berlin, hat mir aber geschrieben, daß ich bestimmt am 5. Dezember im Café Viktoria eintreffen soll. Vorerst sollen wir uns noch getrennt halten. Die Stuttgarter Schwaben-Anna ist gegenwärtig auch hier, sie läßt Dich schön grüßen und meint, Du hättest wohl die Breslauer Tabaks-Martha nicht mehr bei Dir. Vielleicht hat sie ein Auge auf Dich? Hüte Dich, denn sie läßt Dich einen Kuppel tanzen. Ich schleppe gegenwärtig die Affen zum Kümmelblättchen. Es ist aber nicht mehr viel los, denn die Reisezeit geht zu Ende. Weißt Du nicht, wo der Sprung-Athlet steckt? Er ist spurlos verschwunden. Hoch kann er nicht gegangen sein, sonst müßte ich es von seinem Bruder wissen. Ich hoffe, daß, wenn die Luft rein ist, wir wieder zusammenkommen, Du wirst wohl keinen Umschlag bauen.
Es grüßt Dich Dein treuer
Münchener Bazi.

Übersetzung

München, den 19. September 1911.
Lieber Fritz!
Ich bin seit unserer letzten Straftat (vielleicht Falschspiel) hier. Der „Eisbär“ ist noch in Berlin, er hat mir aber geschrieben, daß ich bestimmt am 5. Dezember im Café Viktoria eintreffen soll. Vorerst sollen wir uns noch getrennt halten. Die Stuttgarter „Schwaben-Anna“ ist gegenwärtig noch hier, sie läßt dich schön grüßen und meint, Du hättest wohl die Breslauer „Tabaks-Martha“ nicht mehr bei Dir. Vielleicht hat sie ein Auge auf Dich? Hüte Dich, denn sie läßt dich wegen Kuppelei (Zuhälterei) bestrafen. Ich schleppe gegenwärtig die Bauern zum Dreiblatt. Es ist aber nich mehr viel los, denn die Reisezeit geht zu Ende. Weißt Du nicht, wo der „Sprung-Athlet“ steckt? er ist spurlos verschwunden. Festgenommen worden kann er nicht sein, sonst müßte ich es von seinem Bruder wissen. Ich hoffe, daß, wenn Sicherheit eingetreten ist, wir wieder zusammenkommen. Du wirst wohl nicht untreu werden.
Es grüßt Dich
Dein treuer
Münchener Bazi.

Der regionalsprachliche Gebrauch und die Nähe zum hochdeutschen Sprachstand erlaubt es auch, das Rotwelsch bzw. Jenische für versteckte Botschaften zu nutzen. Ein Beispiel aus dem 20. Jahrhundert ist die Karte eines Handwerkers aus Lützenhardt im Schwarzwald über seine Kriegsgefangenschaft:
„[E]s grüßt Dich nun recht herzlich Dein Mann, viele Grüße an Schofel und Bock. Also nochmals viel Glück auf ein baldiges Wiedersehen in der schönen Heimat. Viele Grüße an Mutter u. Geschwister sowie an die Deinen.“
Die russische Zensur fand an der Mitteilung des Josef Ludwig Blum keine Beanstandungen und ging davon aus, dass die Herren Bock und Schofel tatsächlich existierten. Doch die zwei Wörter Schofel („schlecht“) und Bock („Hunger“) konterkarieren den vorherigen Inhalt mit dem Hinweis auf das Lagerelend.
Günther Puchner hat in seinem Buch bereits vorliegende deutsche Prosatexte, Gedichte und sogar einige Bibelstellen ins Rotwelsche übertragen. Als Beispiel hier die dritte Strophe des Deutschlandliedes von Hoffmann von Fallersleben auf Rotwelsch:
Gleichering und Din und Fremdheit

für den Sachsen Altlatzolm,

danach müttert amen quitschen

sepperisch mit Harm und Holm.

Gleichering und Din und Fremdheit

sind des Torkels Maskenstich.

Blüh im Blanke deines Torkels,

blühe, Altlatzolm, blüh gich.

## Varianten

### Andere historische Bezeichnungen
Als andere historische Bezeichnungen mit zum Teil engerer Bedeutung, die dann bestimmte Sprechergruppen fokussieren, sind unter anderem belegt:
- Keimisch (1475): Juden- oder Kaufmannssprache, von rotw. Keim, „Jude“, aus jidd. chajim, „die Lebenden“, als Gegenbegriff zu jidd. gojim „Nicht-Juden“, oder aus dem jüdischen Vornamen Chaim, der auf die gleiche Wurzel chajim „Leben“ oder auf den span.-portug. Vornamen Jaime zurückgeführt wird
- Mengisch (1560): von rotw. Meng „Kesselflicker“, aus althochdt. mangari „Krämer“
- Pleißne: Geheimsprache im Hausierhandel, Peitschenhandel im Killertal, Zollernalbkreis[54][55]
- Wahlerey (1687): „Spitzbuben-Sprache“, Herkunft unsicher
- Jenische Sprach (1714): von romani džin „wissen“, demnach in etwa „Sprache der Wissenden/Eingeweihten“
- Jaunerisch (1720) und Jauner-Sprache (1727): von rotw. J(u)on(n)er „Falschspieler“, aus frühneuhochdt. junen „spielen“, oder aus jidd. jowon „Ionien, Griechenland“[56]
- Kochum(er) Lohschen (1822): von jidd. chochom „klug, weise, gelehrt“, und jidd. loschon „Sprache, Zunge“
- Kundenschall (1906): von rotw. Kunde (1828) „Handwerker auf der Walz, Bettler, Landstreicher“, aus dt. (der) Kunde in der frühneuhochdt. Bedeutung „Bekannter, Vertrauter“ (zweifelhaft ist zusätzlicher Einfluss von jidd. kun „Richtiger, Rechter“) und rotw. Schall „Gesang“; entspricht den in der Rotwelschforschung des 19. Jahrhunderts geprägten Termini „Kundensprache“, bzw. „Kundenlied“ für das rotwelsche Sprachgut der reisenden Handwerker
- Lotegorisch: ehemalige Händlersprache im Leiningerland von jidd. Loschen ha koidesch „Jiddisch“, wörtl. „heilige Sprache“ (aus loschon „Sprache“, und koidesch „heilig“)
- diverse Zusammensetzungen mit dem Wort -latein in der übertragenen Bedeutung „auf besonderem Wissen beruhende, nicht allen Menschen verständliche Sprache, Insidersprache“ (z. B. Bettlerlatein, Krämerlatein, Gaunerlatein).

### Weitere Sprachbezüge und Ausprägungen
- Argot (Frankreich)
- Buttjersprache (Minden)
- Gefängnissprache
- Jenische Sprache (Deutschland, Schweiz, Österreich, Frankreich, Beneluxländer)
- Kauderwelsch
- Kochum (Hundeshagen (Thüringen))
- Kofferaner Musikantensprache
- Liste deutscher Wörter aus dem Hebräischen und Jiddischen
- Lotegorisch (Carlsberg (Pfalz))
- Lunfardo (Argentinien)
- Manische Sprache (Gießen: Gummiinsel, Marburg, Wetzlar)
- Masematte (Münster)[57]
- Mattenenglisch (Bern)
- Rotwellsche Grammatik
- Schlausmen (Winterberg, Hochsauerland)
- Seemannssprache
- Soldatensprache
- Studentensprache
- Zinken (Geheimzeichen)